# Břestek
Břestek (in tedesco Brzestek) è un comune della Repubblica Ceca facente parte del distretto di Uherské Hradiště, nella regione di Zlín.